# ویلیام هارتشورن بونسال
ویلیام هارتشورن بونسال (William Hartshorn Bonsall)، مشهور به دبلیو. اچ. بونسال (W.H. Bonsall)‏ (۱۰ فوریه ۱۸۴۶–۲۰ ژوئیه ۱۹۰۵)، نظامی آمریکایی، ناشر روزنامه و مجله، سرمایه‌گذار املاک و مستغلات و کارشناس دعاوی خسارت بیمه در قرن نوزدهم، مدیر مؤثر خانهٔ کهنه سربازان کالیفرنیا و در قرن بیستم رئیس شورای شهر لس‌آنجلس بود.

## زندگی شخصی
بونسال فرزند ساموئل بونسال و مری میلز در ۱۰ فوریه سال ۱۸۴۶ در سینسینتی اوهایو متولد شد. وی به مدرسه سینسینتی و ایرونتون اوهایو پذیرفته شد.
بونسال در ۲ اکتبر سال ۱۸۴۶ در پورتسموث اوهایو با الن دودریج مک‌فارلند اهل لس‌آنجلس ازدواج نمود و پنج فرزند به‌نام‌های ساموئل ان، آلبرت ام، جنی (خانم توماس پی نیوتن)، الیزا (خانم ساموئل ام. هاسکینز) و بسی (خانم ارنست سی. همیلتون) داشتند.
بونسال در ۲۰ ژوئیه سال ۱۹۰۵ پس از ده روز شکایت از بیماری مزمن قلبی و بیماری در این مدت، در منزل خانوادگیش در خیابان آدامز غربی ۱۳۱۵ (در ناحیهٔ دانشگاه پارک امروزی) درگذشت. برعلاوهٔ همسر و کودکانش، از وی دو برادر و سه خواهر باقی‌ماند- چارلز و ادوار از اوهایو و خانم مورنسی از لس‌آنجلس، خانم ویلیام هیگینز و خانم بی.اف. ریچاردسون از اوهایو.
هرچند بونسال در حین مرگ‌اش عضو کلیسای علم مسیحی بود، اما خدمات مراسم تشیع جنازه خصوصی او در خانه‌اش و خدمات عمومی در گورستان روزدال توسط جی. جی ویلکینز رئیس جامع ست پل اسقفی، انجام شد. تابوت برداران هریسون گری اوتیس ناشر مجله لس‌آنجلس تایمز بود. در حدود سی‌صد نفر از کهنه سربازان توسط ماشین به‌وسیله راه‌آهن شرکت الکتریک لس‌آنجلس- پاسیفیک از ایستگاه راه‌آهن ساوتیل به‌منظور شرکت در مراسم جنازه بونسال آورده شدند.

## خدمات نظامی
در ماه اوت سال ۱۸۶۲، بونسال به‌عنوان سرباز درهنگ پیاده‌نظام یک‌صد و هفدهم اوهایو وارد ارتش اتحادیه شد، هنگ نظامی که به عنوان نخستین توپخانه ثقیله اوهایو مجدداً سازماندهی شد. در سال ۱۸۶۳ وی به درجهٔ سر گروه‌بان کمیساری هنگ و بعداً به سر رشته‌دار هنگ ارتقا یافت. در پایان جنگ داخلی در سال ۱۸۶۵ رتبهٔ سرگرد به او پیشنهاد شد اما به دلیل مرگ پدرش که مسئولیت باقی خانواده به‌عهده وی گذاشته شد، این رتبه را نپذیرفت.

## شغل
بونسال حرفه غیرنظامی خویش را در کسب و کار بیمه در پورتسموث آغاز نمود و بعداً به مدت دو سال یکی از ویراستاران و ناشران مجله تریبیون پورتسموث بود. خانوادهٔ او سپس به الیزابت نیوجرسی نقل مکان نمود و بونسال در آنجا کسب و کار بیمه را از سرگرفت. همچنین ناشر یکی از ژورنال‌های بیمه بود.
در ماه نوامبر سال۱۸۶۶ خانوادهٔ بونسال به لس‌آنجلس نقل مکان نمود که در آنجا وی همراه با تیودور وایزندانگر در بلوک برایسون در نبش جاده‌های مِین و کورت کسب و کار املاک و مستغلات را شروع نمود. وی بعداً در یک شرکت بیمه کارشناس خسارت بیمه مسافرتی شد.
بونسال در سال ۱۸۸۷ همراه با وایزندانگر مصروف سرمایه‌گذاری در شرکت سینتنل لند تحت سرپرستی برنامه‌نویس دانیل فریمن و شرکت رودندو بیچ و به همین‌گونه شرکت خودروهای خیابانی آناهایم بود. در سال ۱۸۸۹ او یکی از سرمایه‌گذاران در خط آهن باریک پیشنهاد شده میان لس‌آنجلس و رودندو بود که همراه با «کشتی بخار، کشتی یدک‌کش، کشتی، قایق در مسیر خط آهن حرکت نمایند».

## خدمات عمومی

### خانه کهنه سربازان
در جریان دورهٔ ویلیام مک کینلی جمهوری‌خواه، بونسال به عنوان یکی از اعضای هیئت مدیره خانهٔ ملی سربازان داوطلب معلول تعیین شد. از آنجایی‌که بونسال در شهرستان لس‌آنجلس زندگی می‌کرد، خانه کهنه سربازان در آنجا، به عنوان یک مدیر محلی مؤثر تحت کنترل او درآمد. وی قبل از استعفا مدت شش سال در آنجا خدمت کرد و هنری مارکام فرماندار سابق کالیفرنیا اهل پاسدانا در سمت او تعیین شد.
انتصاب او در سال ۱۸۹۸ که نیازمند تصویب کنگره بود، در مجلس نمایندگان با مخالفت یوجین اف. لاود مواجه شد، او گفت که در این مورد «گزارش منصفانهٔ» دریافت نکرده و بونسال «برای سربازان داوطلب ناشناخته» است. قطعنامهٔ مذکور با ۱۲۶ رأی موافق در برابر ۵۶ رأی مخالف تصویب شد.
به عنوان عضو هیئت مدیره، بونسال به‌خاطر کسب و کار تجارتی سفرهای به شرق نمود. بونسال در روز مرگ رئیس‌جمهور می‌کینلی در بوفالو نیویورک بود و با دیگر اعضای هیئت مدیره در مراسم جنازه در واشینگتن دی. سی و کانتون اوهایو شرکت نمود.
بونسال در سال ۱۹۰۴ هیئت مدیره را با تحریر این بیانیه ترک نمود:
کسب و کار خانه سربازان زمان‌گیر است. نه حقوقی وجود دارد و نه پاداشی، فکر می‌کنم آقای دیگری باید این فرصت را داشته باشد که به چند سال آینده افتخار تصدی این سمت را تضمین کند. می‌خواهم اضافه کنم که این را نمی‌توانم فراموش کنم که مارکام فرماندار سابق زمانی‌که شش سال پیش به نفع من کناره‌گیری کرد، چقدر با ظرافت عمل کرد؛ و از آنجائیکه اسم وی در میان اشخاص ممتاز ذکر است، این را یک امر پسندیده می‌دانم که به نفع ایشان کناره‌گیری نمایم.

### شورای شهر
بونسال در سال ۱۸۸۹ به نمایندگی از تکت انتخاباتی جمهوری‌خواهان از ناحیه سوم در شورای شهر انتخاب شد و با چارلز گاسین نامزد دموکرات‌ها و  برایانت نامزد مستقل، به رقابت پرداخت. دو سال بعد او مجدداً در این شوری انتخاب شد و بعداً رئیس این شوری برگزیده شد.

### سایر فعالیت‌ها
در ماه سپتامبر سال ۱۸۹۰ بونسال رئیس هیئت فواید عمومی و در ماه ژوئیه سال ۱۸۹۱ دبیر موقتی انجمن شاهراه و جنگل‌داری شهرستان لس‌آنجلس بود و برای ایجاد و نگهداری «شاهراه‌های مطمئن» در شهرستان کار می‌کرد. در ماه دسامبر سال ۱۸۹۲ به مدت یک هفته به عنوان سرپرست شهرداری لس‌آنجلس خدمت نمود.

## میراث
خانه خانوادگی بونسال در آدامز بلوارد غربی که در آن‌زمان در وضعیت بد و خرابی قرار داشت، در سال ۱۹۸۰ از انهدام و تخریب نجات داده شد. حداقل یکی از توسعه دهندگان می‌خواست که این ساختمان را که در سال ۱۹۸۰ به آپارتمان‌های ارزان تقسیم شده بود، تخریب نموده و مسکن‌های عمومی با قیمت نازل‌تر با کمک هزینهٔ دولت بسازد. به هرحال معامله کاملاً به شکست انجامید و ساختمان همچنین به عنوان یک ساختار چندین خانواده‌ای باقی‌ماند. خیابان بونسال به‌نام و یاد او نام‌گذاری شده بود. بونسال کمتر از یک مایل دوتر از قسمت‌های شمالی (نزدیک نبش بلود ویست آدامز و خیابان ورمونت) زندگی می‌کرد.
خیابان دیگری به‌نام خیابان بونسال در محوطهٔ مرکز پزشکی غرب لس‌آنجلس به افتخار وی نام‌گذاری شد.